# Computer-Assisted Passenger Prescreening System
Le Computer-Assisted Passenger Prescreening System (littéralement: système de présélection des passagers assisté par ordinateur) ou CAPPS est un système antiterroriste en place dans le transport aérien américain. La Transportation Security Administration maintient une liste de surveillance « d'individus connus pour présenter, ou suspectés de présenter un risque de piraterie aérienne ou de terrorisme ou une menace pour la compagnie aérienne ou la sécurité des passagers » (individuals known to pose, or suspected of posing, a risk of air piracy or terrorism or a threat to airline or passenger safety). La liste est utilisée pour identifier préventivement des terroristes tentant d'acheter des billets d'avions ou de voyager à bord d'aéronefs aux États-Unis et pour atténuer les menaces possibles.

## Principe[2]
Le CAPPS est relié aux données des dossiers passagers. Quand une personne réserve un ticket d'avion, certaines informations sont collectées par la compagnie aérienne : nom, adresse, etc. Ces informations sont collectées pour être confrontées à des bases de données comme la liste des dix fugitifs les plus recherchés du FBI par exemple, ce qui leur associe un « score » traduisant le risque que représente cette personne. Un score élevé oblige la compagnie à une fouille approfondie du passager et/ou de ses bagages, et à contacter la police si nécessaire.